# 村林いづみ
村林 いづみ（むらばやし いづみ、6月3日 - ）は、青森県青森市出身のフリーアナウンサー。

## 来歴
宮城教育大学在学中から放送業界での仕事を志望し、生放送のADのアルバイトやラジオ番組のパーソナリティを務める。元々サッカーには関心が低かった（仙台スタジアムにもフーリガンがいると信じていたという）が、2004年に当時ベガルタ仙台所属だった佐藤寿人のトーク番組『佐藤寿人の☆Speed Star☆』（Date fm）のアシスタント募集オーディションに合格したことをきっかけにサッカーに関わる仕事を始める。
2007年シーズンよりスカパー!のJリーグ中継にて、ベガルタ仙台ホームゲームのピッチサイドリポーターを務め、ハーフタイムのレポート中にベガルタ仙台マスコットのベガッ太から様々な悪戯（顔面にクリームパイを投げつけられる、肩にカブトムシを載せられる、等）を仕掛けられることで話題となる。
2008年オフ放送のスカパー!「Jリーグリポーター座談会」にて既婚であることを公表。2015年1月に行われたベガルタ仙台の新体制記者会見で司会を務めた際、第1子を妊娠中であることをツイッターで表明。同年3月8日午前に女児を出産。その後、5月10日（J1第1ステージ第11節・対浦和レッズ戦）にピッチリポーターとして復帰した。

## 現在の出演番組
- DAZN Jリーグ中継 （ベガルタ仙台ホームゲームのリポーター）
- FAN!FUN!ベガルタ（J:COM仙台キャベツ）
- en ∞　Voyage (TBCラジオ　リポーター出演)

## 過去の出演番組
- Lady,Go!（FMいずみ、2003年4月 - 2007年9月）
- Sound Smoothy（Date fm、- 2009年9月）
- TBC Sports Paradise（TBCラジオ）
- ゴン中山&ザキヤマのキリトルTV（テレビ朝日、2015年3月8日） - 「羽生結弦の神対応」[3]について取材を受けた。